# Boeckaxelia elegans
Boeckaxelia elegans is een vlokreeftensoort uit de familie van de Acanthogammaridae. De wetenschappelijke naam van de soort is voor het eerst geldig gepubliceerd in 1930 door Dorogostaisky.